# 馬克·羅伯茨
馬克·羅伯茨（英語：Marc Roberts，1990年7月26日—）是一名英格蘭足球運動員，司職後衛，現時效力英甲球會巴恩斯利。

## 球員生涯
羅伯茨生於南约克郡巴恩斯利，17歲時曾獲巴恩斯利獲邀試訓，但因足踝受傷而未能成事。
2008年，他加入英格蘭北部超級聯賽球會韦克菲尔德展開其業餘足球生涯。上場17次後，他在教練龍尼·格拉文推薦下獲英冠球會水晶宫足球俱乐部邀請試訓，但沒有獲得一紙合約。2011年，他轉投沃克索普鎮。
在新球會開季數星期後，教練马丁·麦金托什被辭退，於是羅伯茨在2012年2月外借至巴克斯頓助球會保級，之後回到沃克索普鎮參加亦贏得谢菲尔德高級盃（Sheffield Senior Cup）決賽。2012/13球季，教練認為沒有羅伯茨的防線會較好，但他希望獲得穩定上場機會，於是再被外借至巴克斯頓。他在各項比賽上場65次及打進5球，並當選為巴克斯頓年度最佳球員及入選英格蘭北部超級聯賽年度最佳陣容。2013年6月，與沃克索普鎮合約到期的他與巴克斯頓簽下合約，由於他的年齡關係，巴克斯頓須向沃克索普鎮支付球員發展費用。
一個月後，他轉投新晉級至英格蘭足球全國聯賽的夏利法斯鎮。
2015年5月，羅伯茨與英甲球會巴恩斯利簽約加盟。8月3日，他首次代表新球會上場出戰切斯特菲尔德，但以3-1落敗。2017年1月28日，康諾·赫里哈尼轉投阿士東維拉後，羅伯茨成為球隊隊長。
2017年月1日，羅伯茨轉會至英冠球會伯明翰，簽下一份5年長約。轉投後便立即成為先發陣容一員，第一場賽事是1-0不敵伊普斯维奇。他的先發位置維持到2018年2月便結束，新教練加里·蒙克選擇哈利·迪安與迈克尔·莫里森組合而棄用羅伯茨。當迪安在球季最後三場比賽中需要停賽兩場時，他的位置由羅伯茨出缺，並在對谢菲尔德联比賽中打進一球，協助球隊保級成功。

## 榮譽
巴恩斯利
- 英格蘭足球聯賽錦標賽冠軍：2015–16[22]
- 英格蘭足球甲級聯賽晉級資格賽冠軍：2016[23]